# London Fields Station
London Fields Station – stacja kolejowa w Londynie, w Hackney, w Anglii. Posiada 3 perony. Jej zarządcą i jedynym użytkownikiem jest firma National Express East Anglia, której pociągi stają tu na trasie z Enfield Town i Cheshunt do dworca Liverpool Street. Poza godzinami szczytu, zatrzymuje się tu średnio 8 pociągów na godzinę.